# Crnopac
Crnopac är ett berg i Kroatien.   Det ligger i länet Zadars län, i den södra delen av landet, 170 km söder om huvudstaden Zagreb. Toppen på Crnopac är 1 404 meter över havet, eller 630 meter över den omgivande terrängen. Bredden vid basen är 10,1 km.
Terrängen runt Crnopac är huvudsakligen lite bergig. Crnopac ligger uppe på en höjd som går i öst-västlig riktning. Crnopac är den högsta punkten i trakten. Runt Crnopac är det glesbefolkat, med 9 invånare per kvadratkilometer. Närmaste större samhälle är Gračac, 5,1 km norr om Crnopac. Omgivningarna runt Crnopac är en mosaik av jordbruksmark och naturlig växtlighet.